# Hit Mania Dance
Hit Mania Dance è una raccolta di 24 successi eurodance, house e techno pubblicata in doppio CD e doppia MC all'inizio del 1994.
Si tratta della prima compilation della collana Mania 90, mixata da Paolo Bolognesi & Amerigo Provenzano (all'epoca dj di Radio Dimensione Suono) e distribuita dalla New Music Srl. Il prezzo di vendita del doppio CD era di L. 33.000.

## Tracce

### Disco 1
1. Corona – The Rhythm Of The Night – 3:31
2. Joy Salinas – People Talk – 2:53
3. Intermission – The Piece Of My Heart – 3:09
4. Fishbone Beat – Je Le Fais Express (Satisfy) – 3:04
5. Double You – Part-Time Lover – 2:57
6. FR Connection – Listen Up (remix) – 2:56
7. Captain Hollywood – Impossible – 3:06
8. D.J. Miko – What's Up – 3:37
9. KK – Talkin' About – 2:40
10. Ice MC – Take Away The Colour (remix) – 3:24
11. F.P.I. Project – Disco This Way – 3:22
12. Bokaje' – A-UO-E – 2:31

### Disco 2
1. Cappella – U Got 2 Let The Music – 3:20
2. Illusive – U Know It's Good – 3:31
3. Paraje – Animalaction – 2:45
4. Moratto – La Pastilla Del Fuego – 2:46
5. Virtualmismo – Cosmonautica – 2:35
6. Z 100 – Gengennarugenge – 2:16
7. Anticappella – Move Your Body – 3:02
8. Maxx – Get A Way – 2:34
9. House Pimps – Get The Hook – 2:23
10. Pan Position – Elephant Paw – 3:08
11. Regina Lee – Drop The Ancient Believes – 2:34
12. Black Machine – Get Funky – 3:45